# Багров, Виктор Александрович
Ви́ктор Алекса́ндрович Багро́в (настоящая фамилия — Бестеменников; 1912, с. Екатериновка, ныне Безенчукский район Самарской области — 15 марта 1938) — русский советский поэт и журналист. Переводчик стихов с мордовского, чувашского и татарского языков. Ответственный секретарь альманаха «Волжская новь»

## Биография
Жил в селе Петровское Оренбургской области. Дебютировал в печати в 1930 году, опубликовав в газете «Средневолжский Комсомолец» стихотворения «Рождение колхоза», «Зерно», «По Волге идёт хлеб». В 1931 году написал поэму Емельян Пугачёв. Публиковал также поэтические переводы с мордовского, чувашского и татарского языков.
В 1934 году был делегатом Первого съезда советских писателей. В 1935 г. привлёк к себе внимание публикацией стихотворения «Переправа на Сакмаре» в журнале «Октябрь».
Виктор Багров погиб во время большого террора в России. Был арестован 9 декабря 1937 года, приговорен по ст. ст. 58-8, 58-10, 58-11 УК РСФСР к высшей мере наказания и расстрелян  15 марта 1938 года в городе Куйбышев:
В 1937 году все куйбышевские поэты и прозаики были арестованы как члены антисоветской террористической организации, главным в которой объявили Артёма Весёлого, друга Льва Правдина, как самого старшего — ему было 40 лет. Террористами стали писатели Виктор Багров, Влас Иванов-Паймен, Арсений Рутько, Иосиф Машбиц-Веров и самый молодой из них — Лев Финк. Лев Правдин тоже был арестован по ложному обвинению — якобы он должен был к первомайской демонстрации приехать в Москву, пройти с демонстрантами мимо мавзолея, бросить на трибуны букет цветов с замаскированной внутри бомбой, и убить Вячеслава Михайловича Молотова.

Артема Веселого и Виктора Багрова расстреляли.
Реабилитирован только в 1960-е годы.

## Оценки творчества
Виктор Багров вошёл в историю российской поэзии прежде всего как летописец своего времени:

Рассекая над собою

белый омут высоты,
Колокольни поднимают

обагренные кресты.
И ревет, как зверь голодный,

над разбуженным селом
Бог кулацкого восстанья

колокольным языком.
Только спят под звон набатный

(и проснуться им нельзя)
Наши лучшие ребята,

Наши лучшие друзья.

Спят они, разгладив брови,

Безмятежным детским сном,

Зацелованы до крови

Вороненым топором.

## Сочинения
- Разведка: Стихи и поэмы. — М.; Самара: Средневолж. краевое изд-во, 1934.
- Стихи и поэмы. — М.; Куйбышев: Крайгиз, 1936
- (Посмертно) Стихи и поэмы. — Куйбышев, 1958, 1969